# Туношенский, Иван Николаевич
Иван Николаевич Туношенский (1887—1976) — русский офицер, военный лётчик. Герой Первой мировой войны.

## Биография
Родился 29 ноября 1887 года. В 1905 году после окончания Воронежского кадетского корпуса и в 1908 году Николаевского инженерного училища был произведён в подпоручики и выпущен был во Владивостокскую крепостную воздухоплавательную роту, назначался казначеем, квартирмейстером и заведующим оружейной мастерской роты. С 1909 года временно исполнял обязанности начальника наблюдательной станции № 1.
В 1910 году после окончания Офицерского класса Учебного воздухоплавательного парка, был переведен в Сибирский воздухоплавательный батальон, произведён в поручики и прикомандирован к 3-й воздухоплавательной роте Брест-Литовского воздухоплавательного батальона.
Участник Первой мировой войны. 24 декабря 1914 года произведён в штабс-капитаны. С 1915 года военный летчик и начальник 11-го корпусного авиационного отряда. С 14 апреля 1916 года начальник 3-го авиационного дивизиона.
24 января 1917 года за храбрость был награждён Георгиевским оружием:
За то,  что, во время разведки 12-го и 24-го марта 1915 года, под сильным артиллерийским огнем противника в районе Нов. Сандец-Грибов, выяснил об отходе сил противника перед фронтом двух наших корпусов и о подходе новых сил противника на фронт от р. Дунайца до г. Горлица; на основании этих сведений были своевременно сосредоточены наши резервы, к угрожаемому участку позиции
10 августа 1917 года произведён в капитаны и уже 11 августа этого же года уже в подполковники. С 23 сентября 1917 года был назначен начальник Школы авиации Императорского всероссийского аэроклуба.
Участник Гражданская война в России. С 1918 года служил в частях авиации Донской армии.
15 января 1919 года произведен в полковники с назначением заведующим учебной частью авиационной школы ВСЮР и членом комиссии по вопросам организации авиации. С 1920 года помощник начальника авиации Крымской армии по строевой части. С 16 июня по 22 июня 1920 года временно исполнял обязанности начальника Управления авиации Крымской армии. В ноябре 1920 года эвакуировался из Крыма на судне «Сцегед». Эмигрировал в Югославию.
В период Второй мировой войны служил в Русском охранном корпусе. После окончания войны эмигрировал в США. Принимал активное участие в работе Общества бывших русских лётчиков в Америке. 17 декабря 1976 года умер в Сан-Франциско.